# Hugo López Martínez
Hugo López Martínez (Gijón, 15 maggio 1988) è un ex calciatore spagnolo, di ruolo centrocampista.

## Carriera

### Club
Ha giocato nella massima serie dei campionati bulgaro, israeliano e cipriota.